# Clase Kotlin
Los destructores de la clase Kotlin fueron buques construidos para la Armada Soviética durante el periodo de la Guerra Fría. La designación soviética es Proyecto 56. Un total de 27 unidades fueron construidas y todas fueron dadas de baja a finales de la década de los 80.

## Variantes y mejoras

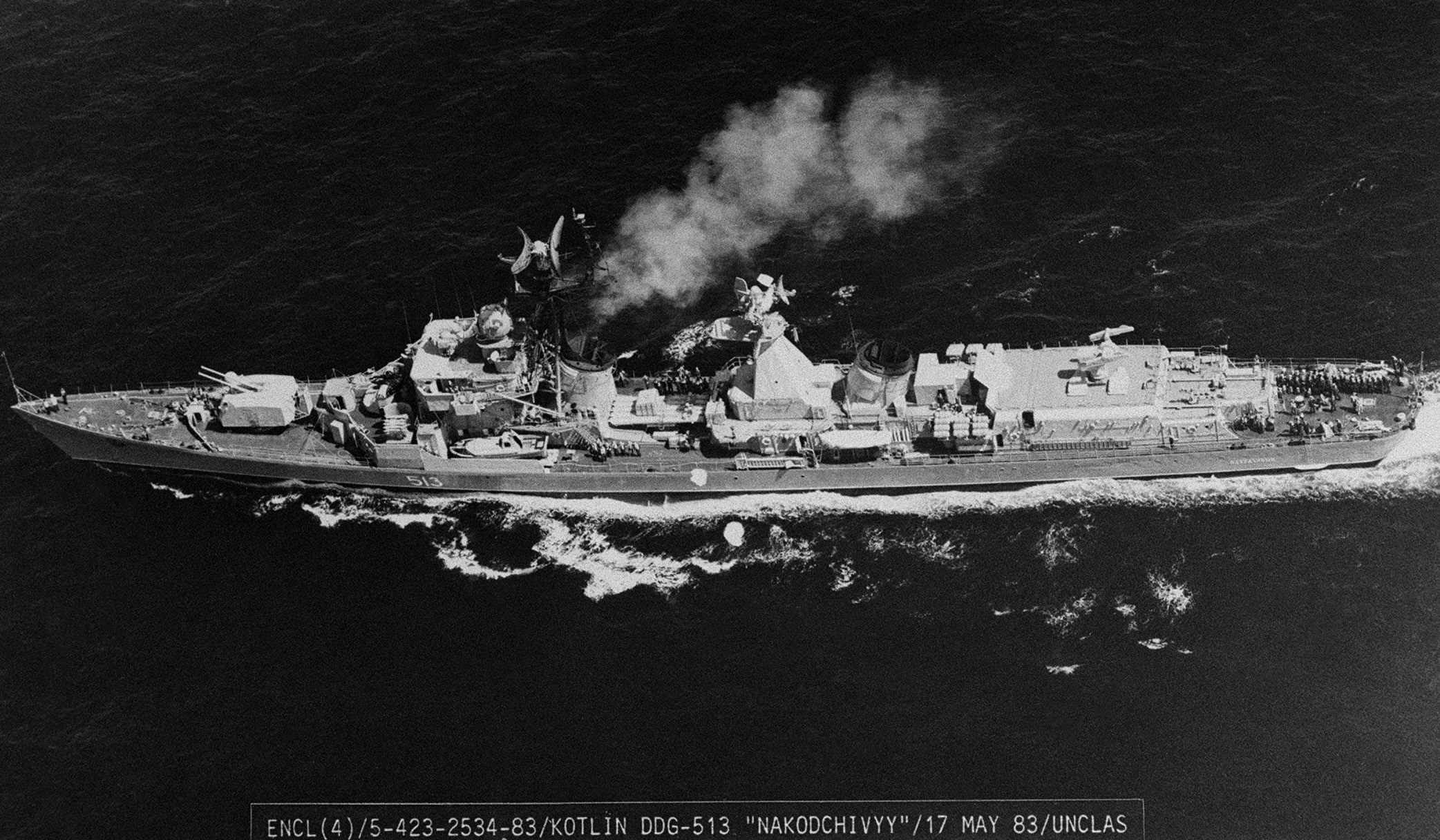
El Nakhodchivyy (Proyecto 56A) en 1983, es visible el lanzador doble de misiles SA-N-1 Goa en la popa.

- Proyecto 56PLO ampliación del poder ASW de los buques para realizar ataques a mayor distancia con la eliminación de los lanzadores BMB-2 y raíles de las cargas de profundidad y la instalación de dos lanzadores de cohetes antisubmarinos RBU-6000 Smerch-2 con una carga de 12 proyectiles cada uno, modernización de los tubos lanzatorpedos, sustitución del sonar Pegas-2 por el Pegas-2M. Al destructor Smyshlenyy se le instala el sistema de búsqueda no-acústica Kolos-2000.
- Proyecto 56K prototipo experimental instalado en el Bravyy para la versión naval del misil antiaéreo S-125. Se le instaló un lanzador doble ZIF-101 para el sistema de misiles M-1 Volna, llamado SA-N-1 Goa por la OTAN, con una capacidad de 16 misiles V-600/SA-N-3A. Fue el único de la clase que le fue instalado el radar de búsqueda aérea MR-300/Head Net A.
- Proyecto 56A primera variante de destructor soviético orientado a la guerra antiaérea (AAW). El montaje del lanzador doble ZIF-101 del SA-N-1 Goa fue instalado en el lugar que ocupaba una pieza de artillería de 130 mm en la popa.
- Proyecto 56AE modificación del Spravedlivyy al modelo 95A para su traslado a la Armada Polaca.
- Proyecto 56PM instalación del sonar MG-325 Vega en el Smyshlenyy, no realizado.

Cuatro cascos de la clase fueron completados como destructores de la clase Kildin, además los ocho destructores de la clase Krupnyy/Kanin se construyeron con el mismo diseño.

## Buques

### Astillero A. A. Zhdanova,Leningrado
| Nombre        | Iniciado                 | Botado                   | Alta                     | Baja                  | Versión                     |
| ------------- | ------------------------ | ------------------------ | ------------------------ | --------------------- | --------------------------- |
| Spokoynyy     | 4 de marzo de 1953       | 28 de noviembre de 1953  | 27 de junio de 1956      | 19 de abril de 1990   | Proyecto 56                 |
| Svetlyy       | 4 de marzo de 1953       | 27 de octubre de 1953    | 17 de septiembre de 1955 | 25 de abril de 1989   | Proyecto 56                 |
| Speshnyy      | 30 de mayo de 1953       | 7 de agosto de 1954      | 30 de septiembre de 1955 | 25 de abril de 1989   | Proyecto 56                 |
| Skromnyy      | 27 de julio de 1953      | 26 de octubre de 1954    | 30 de diciembre de 1955  | 25 de abril de 1989   | Proyecto 56PLO Proyecto 56A |
| Svedushchiy   | 7 de diciembre de 1953   | 17 de febrero de 1955    | 31 de enero de 1956      | 8 de abril de 1992    | Proyecto 56PLO              |
| Smyshlenyy    | 23 de febrero de 1954    | 24 de mayo de 1955       | 28 de junio de 1956      | 22 de julio de 1986   | Proyecto 56PLO              |
| Skrytnyy      | 25 de julio de 1954      | 27 de septiembre de 1955 | 30 de septiembre de 1956 | 25 de abril de 1989   | Proyecto 56PLO Proyecto 56A |
| Soznatelnyy   | 25 de septiembre de 1954 | 15 de enero de 1956      | 31 de octubre de 1956    | 1 de marzo de 1988    | Proyecto 56A                |
| Spravedlivyy  | 25 de diciembre de 1954  | 12 de abril de 1956      | 20 de diciembre de 1956  | transferido a Polonia | Proyecto 56AE               |
| Nesokrushimyy | 15 de junio de 1955      | 20 de julio de 1956      | 30 de junio de 1957      | 27 de julio de 1991   | Proyecto 56A                |
| Nakhodchivyy  | 19 de octubre de 1955    | 30 de octubre de 1956    | 18 de septiembre de 1957 | 25 de abril de 1989   | Proyecto 56A                |
| Nastoychivyy  | 3 de marzo de 1956       | 23 de abril de 1957      | 30 de noviembre de 1957  | 25 de abril de 1989   | Proyecto 56A                |

### Astillero 61 kommunara,Nikoláyev
| Nombre        | Iniciado                | Botado                  | Alta                     | Baja                | Versión        |
| ------------- | ----------------------- | ----------------------- | ------------------------ | ------------------- | -------------- |
| Byvalvyy      | 6 de mayo de 1953       | 31 de marzo de 1954     | 21 de diciembre de 1955  | 17 de julio de 1987 | Proyecto 56PLO |
| Bravyy        | 25 de julio de 1953     | 28 de febrero de 1955   | 9 de enero de 1956       | 30 de julio de 1987 | Proyecto 56K   |
| Besslednyy    | 1 de abril de 1954      | 5 de noviembre de 1955  | 31 de octubre de 1956    | 8 de abril de 1988  | Proyecto 56PLO |
| Burlivyy      | 5 de mayo de 1954       | 28 de enero de 1956     | 28 de diciembre de 1956  | 25 de mayo de 1989  | Proyecto 56PLO |
| Blagorodnyy   | 5 de marzo de 1955      | 30 de agosto de 1956    | 18 de julio de 1957      | 25 de abril de 1989 | Proyecto 56PLO |
| Blestyashchyy | 20 de febrero de 1953   | 27 de noviembre de 1953 | 30 de septiembre de 1955 | 30 de julio de 1987 | Proyecto 56PLO |
| Plammeny      | 3 de septiembre de 1955 | 26 de octubre de 1956   | 31 de agosto de 1957     | 24 de junio de 1991 | Proyecto 56PLO |
| Naporystyy    | 17 de agosto de 1955    | 30 de diciembre de 1956 | 31 de octubre de 1957    | 30 de julio de 1987 | Proyecto 56PLO |

### Komsomolsk del Amur
| Nombre         | Iniciado                | Botado              | Alta                    | Baja                | Versión        |
| -------------- | ----------------------- | ------------------- | ----------------------- | ------------------- | -------------- |
| Vyzyvayushchiy | 25 de julio de 1953     | 20 de mayo de 1955  | 31 de marzo de 1956     | 25 de abril de 1989 | Proyecto 56PLO |
| Veskiy         | 30 de enero de 1954     | 31 de julio de 1955 | 30 de marzo de 1956     | 30 de julio de 1987 | Proyecto 56    |
| Vdokhnovenyy   | 31 de agosto de 1954    | 7 de mayo de 1956   | 30 de octubre de 1956   | 5 de marzo de 1987  | Proyecto 56PLO |
| Vozmuschenyy   | 30 de diciembre de 1954 | 8 de julio de 1956  | 31 de diciembre de 1956 | 5 de marzo de 1987  | Proyecto 56PLO |
| Vozbuzhdenyy   | 29 de julio de 1955     | 10 de mayo de 1957  | 31 de octubre de 1957   | 25 de abril de 1989 | Proyecto 56A   |
| Vliyatelnyy    | 29 de octubre de 1955   | 10 de mayo de 1957  | 6 de noviembre de 1957  | 17 de julio de 1988 | Proyecto 56    |
| Vyderzhannyy   | 30 de junio de 1956     | 24 de junio de 1957 | 10 de diciembre de 1957 | 29 de junio de 1993 | Proyecto 56PLO |

Al Smyshlenyy se le cambió el nombre el 29 de octubre de 1958 por el de Moskovskiy komsomolets. Al Nakhodchivyy se le cambió el número de identificación en el casco por el de SM-251 al ser reclasificado como buque blanco para prácticas navales. El Spravedlivyy fue transferido a Polonia cambiando su nombre a ORP Warszawa (275) el 25 de junio de 1970. El Vozbuzhdenyy y el Vliyatelnyy fueron hundidos como blancos navales, el primero el 12 de agosto de 1991 y el segundo en 1989. Al Vyderzhannyy se le cambió el nombre el 20 de febrero de 1967 por el de Dal`nevostochnyy komsomolets y también se le cambió el número de identificación de casco por el de PKZ-7 el 1 de diciembre de 1992, desde el 25 de abril de 1992 se le utilizó como barraca flotante.

## Flotas
- Flota del Báltico: 
  - Nastoychivyy
  - Sveduschiy
  - Svetlyy
  - Skromnyy
  - Skrytnyy
  - Soznatelnyy
  - Speshnyy
  - Spokoynyy
  - Spravedlivyy
- Flota del Mar Negro: 
  - Besslednyy
  - Blagorodnyy
  - Blestyashchyy
  - Bravyy
  - Burlivyy
  - Byvalvyy
  - Naporistyy
  - Plamennyy
- Flota del Norte: 
  - Smyshlenyy
  - Nakhodchivyy
  - Nesokrushimyy
- Flota del Pacífico: 
  - Vdokhnovennyy
  - Veskiy
  - Vliyatelnyy
  - Vozbuzhdennyy
  - Vozmuschennyy
  - Vyderzhannyy
  - Vyzyvayushchiy